# 1-й Зябкин
1-й Зябкин, также Первый Зябкин — хутор в Льговском районе Курской области России. Входит в состав Густомойского сельсовета.

## География
Хутор находится на реке Сейм (левый приток Десны), в 37 км от российско-украинской границы, в 84 км к западу от Курска, в 19 км к северо-западу от районного центра — города Льгов, в 12 км от центра сельсовета — села Густомой.
Климат
1-й Зябкин, как и весь район, расположен в поясе умеренно континентального климата с тёплым летом и относительно тёплой зимой (Dfb в классификации Кёппена).
Часовой пояс
Хутор 1-й Зябкин, как и вся Курская область, находится в часовой зоне МСК (московское время). Смещение применяемого времени относительно UTC составляет +3:00.

## Население
| 2002 | 2010 |
| ---- | ---- |
| 16   | ↗20  |

## Инфраструктура
Личное подсобное хозяйство. В хуторе 17 домов.

## Транспорт
1-й Зябкин находится в 13 км от автодороги регионального значения 38К-017 (Курск — Льгов — Рыльск — граница с Украиной) как часть европейского маршрута E38, в 18 км от автодороги 38К-023 (Льгов — Конышёвка), в 19 км от автодороги межмуниципального значения 38Н-144 (Конышёвка — Макаро-Петровское с подъездами к селам Беляево и Черничено), в 5,5 км от автодороги 38Н-152 (38Н-144 — Шустово — Коробкино), в 19,5 км от ближайшей ж/д станции Шерекино (линия Навля — Льгов I).
В 164 км от аэропорта имени В. Г. Шухова (недалеко от Белгорода).